# Rondizzoni (métro de Santiago)
Rondizzoni est une station de la Ligne 2 du métro de Santiago, dans la commune de Santiago.

## Histoire
La station est ouverte depuis 1978. Son nom vient du fait qu'elle soit située à l'intersection de la Autopista Central avec l'avenue Rondizzoni qui est situé juste au-dessus de la station.